# 濮陽姓
濮阳姓，是漢字复姓之一，在《百家姓》中排第424位。在现代它是极罕见的姓氏。2023年統計，在台灣僅有10人。

## 起源
濮阳姓是以地为氏。在《通志·氏族略·以地为氏》和《陈留风俗传》中都记载，周朝有个地名稱作濮阳，当地居民中有以地名为氏的。濮阳氏后来简化为濮氏。

## 郡望
- 博陵郡：汉桓帝时置博陵县，后隋朝又在中山郡中分出博陵郡。今河北蠡县以南。

## 延伸阅读
[在维基数据编辑]
 《百家姓》
 《欽定古今圖書集成·明倫彙編·氏族典·濮陽姓部》，出自陈梦雷《古今圖書集成》